# Małe rzeczy
Małe rzeczy [ˈmawɛ ˈʐɛʈ͡ʂɨ] (dt. Kleine Sachen) ist ein Lied der polnischen Popsängerin Sylwia Grzeszczak. Der Song wurde am 17. Juni 2011 als erste Single aus ihrem bevorstehenden zweiten Soloalbum Sen o przyszłości veröffentlicht. Bei einem Interview mit dem polnischen Musiksender Eska TV sagte sie, dass sie an ihrem zweiten Album arbeite und bereits neun Songs produziert habe. Geschrieben wurde das Lied von Marcin Piotrowski.

## Text
Das Lied handelt davon, dass man sich über die kleinen Dinge im Leben erfreuen soll. So heißt es im Refrain, dass wir unser Haus auf dem Sand bauen, da der Preis heute keine Rolle mehr spiele. Weiter heißt es, dass wir fast alles gekauft haben, aber trotzdem haben wir nichts. Sie möchte auf ihre Gedanken hören und die Herzschläge unseres Herzes hören.

„Budujemy nasz dom na piasku, cena nie gra roli dziś

Kupiliśmy prawie wszystko, ale wciąż nie mamy nic

Chcę pozbierać znowu myśli, słyszeć bicie naszych serc

Widzieć ile szczęścia w sobie kryje każda mała rzecz“

## Musikvideo

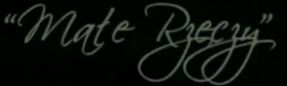
Schriftzug „Małe rzeczy“ aus dem Musikvideo

Gedreht wurde das Musikvideo in dem Schloss von Moschen, wo Grzeszczak auf einem Klavier spielt. Produziert wurde das Video von der Grupa 13. Insgesamt wurde das Musikvideo auf Youtube über 10 Millionen Mal angeschaut.

## Kommerzieller Erfolg
Das Lied erreichte in den Polish Airplay-Charts und in den Polish Video Charts die Position eins.

### Chartplatzierungen
| ChartsChartplatzierungen | Höchstplatzierung | Wochen |
| ------------------------ | ----------------- | ------ |
| Polen (ZPAV)             | 1 (9 Wo.)         | 9      |

### Auszeichnungen
| Tabellarische Übersicht der Auszeichnungen und Nominierungen | Tabellarische Übersicht der Auszeichnungen und Nominierungen | Tabellarische Übersicht der Auszeichnungen und Nominierungen | Tabellarische Übersicht der Auszeichnungen und Nominierungen | Tabellarische Übersicht der Auszeichnungen und Nominierungen |
| Jahr                                                         | Auszeichnung                                                 | Für                                                          | Kategorie                                                    | Resultat                                                     |
| ------------------------------------------------------------ | ------------------------------------------------------------ | ------------------------------------------------------------ | ------------------------------------------------------------ | ------------------------------------------------------------ |
| 2011                                                         | Koncert Lata Zet i Dwójki                                    | Małe rzeczy                                                  | Najlepsza piosenka (Bestes Lied)                             | Gewonnen                                                     |
| 2012                                                         | VIVA Comet 2012                                              | Małe rzeczy                                                  | Przebój roku (Hit des Jahres)                                | Gewonnen                                                     |
| 2012                                                         | VIVA Comet 2012                                              | Małe rzeczy                                                  | Dzwonek roku (Klingelton des Jahres)                         | Nominiert                                                    |